# Stifflip & Co.
Stifflip & Co. (scritto senza il punto o soltanto Stifflip nelle schermate) è un videogioco di avventura grafica pubblicato nel 1987 per Amstrad CPC, Commodore 64 e ZX Spectrum dall'editrice britannica Palace Software. I protagonisti sono quattro esploratori dell'Impero britannico in stile parodistico. L'avventura è controllata con un sistema di icone che ha delle somiglianze con quello del precedente Zoids degli stessi sviluppatori (Binary Vision).
Il titolo deriva dal modo di dire inglese stiff upper lip (letteralmente "labbro superiore rigido"), che si riferisce alla compostezza e alla repressione delle emozioni anche di fronte alle peggiori avversità. Tale caratteristica a volte è considerata uno stereotipo dei britannici, specialmente ai tempi dell'impero.

## Trama
Nell'epoca successiva alla Prima guerra mondiale, il conte Chameleon intende destabilizzare l'Impero britannico tramite l'invenzione del raggio Rubbertronic ("gommatronico"), in grado di abbattere la fibra morale dell'impero alterando imprevedibilmente i rimbalzi delle palle da cricket, sport pilastro della società britannica. Una squadra formata da quattro elementi ha il compito di fermarlo: il visconte Sebastian Stifflip, asso dell'aviazione, miss Palmyra Primbottom, nota esploratrice tropicale, il professor Braindeath, eccentrico scienziato, e il colonnello R. G. Bargie, ex militare con una benda all'occhio. La squadra viene inviata in Sud America, nello stato di Banarnia, dove è sparito il raccolto di gomma. Qui devono affrontare le autorità, gli scagnozzi locali del conte e altri pericoli, per distruggere infine il raggio.

## Modalità di gioco
Il giocatore controlla uno alla volta tutti i quattro personaggi, passando liberamente dall'uno all'altro, e deve risolvere enigmi piuttosto oscuri e difficili. Ciascun personaggio può spostarsi in modo indipendente, andando da un luogo a un altro adiacente nelle quattro direzioni cardinali, e ha un proprio inventario di oggetti trasportati, che si possono anche trasferire ai compagni. I personaggi hanno alcune capacità differenti, sebbene non esplicitamente dichiarate, e avranno tutti una parte necessaria al completamento dell'avventura.
Le scene del gioco sono mostrate in due finestre statiche centrali, come se fossero due vignette di fumetti in bianco e nero, con eventuali frasi e pensieri dei personaggi che si sovrappongono sotto forma di nuvolette. Nella vignetta in basso appare il personaggio controllato dal giocatore nella situazione attuale; quando si compie un'azione che cambia qualcosa, nella vignetta inferiore appare il nuovo scenario, mentre l'immagine precedente passa nella vignetta superiore. C'è anche un effetto grafico di sfogliamento di pagine durante le transizioni. Sulla destra dello schermo appaiono i volti degli altri tre membri della squadra al momento non controllati, in finestrelle che imitano i fotogrammi di una pellicola.
Il controllo avviene attraverso sei icone principali alla sinistra dello schermo, sulle quali scorre con cursore a forma di matita: conversazione e scambi, combattimento, movimento, altre azioni, informazioni di stato, cambio personaggio. Le icone aprono finestre con altri sottomenù grafici o testuali, in particolare le azioni disponibili con la quarta icona sono più di 20: raccogliere, aprire, leggere, saltare, arrampicarsi, vedere l'inventario, ecc. 
I combattimenti sono scazzottate uno contro uno che avvengono con un'apposita interfaccia di azione in tempo reale. Le opzioni possibili sono pugno destro o sinistro, colpo basso (efficace, ma se abusato può portare all'eliminazione per disonore), o tentare la fuga. Un braccio meccanico rotante rappresenta la forza del colpo, mentre per stabilire l'efficacia del pugno il giocatore, con un mirino, deve colpire più al centro possibile un piccolo bersaglio rotante. Nel frattempo l'avversario, lentamente ma in tempo reale, darà anch'egli pugni al personaggio del giocatore. Ogni personaggio ha un proprio punteggio di salute e quando sconfitto viene catturato e rappresentato dietro le sbarre, mentre si continua con gli altri personaggi. Ci sono però anche eventi che causano il game over immediato.
Il gioco è in due parti caricabili separatamente, i cui titoli sono Out for the Count e The Final Countdown (o Epilogue a video), giochi di parole sul personaggio del conte (count); al completamento della prima parte si ottiene un codice per sbloccare un passaggio iniziale nella seconda. Il salvataggio della partita è possibile solo nella memoria volatile.
Oltre all'originale in inglese vennero pubblicate versioni del gioco completamente tradotte in tedesco, spagnolo e francese, almeno per alcune delle piattaforme.